# Орития
Орития в древногръцката митология е дъщеря на атинския цар Ерехтей и неговата жена Пракситея. Тя била отвлечена от неукротимия, буен северен вятър Борей, който я отнесъл в своето царство далеч на север. Там Орития станала негова жена и му родила двама сина, близнаци – Зет и Калаид:с. 172 – 4, които взели участие в похода на аргонавтите и също така извършили много велики подвизи и загинали.